# هوية رقمية

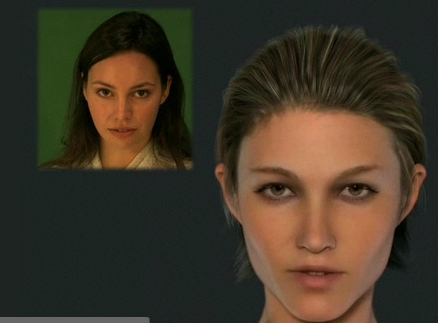

الهويّة الرقمية، أو هويّة الإنترنت، هي هويّة اجتماعية يؤسسها مستخدم الإنترنت في المجتمعات الرقمية والمواقع الإلكترونية. ويمكن أن تُعَرّف أيضًا على أنها تمثُّلٌ يبنيه الفرد لنفسه. ومع أن بعض الناس يختارون استخدام أسمائهم الحقيقية على الإنترنت، فإن بعض مستخدمي الإنترنت يفضّلون أن يبقوا مجهولين، فيعرّفون أنفسهم بأسماء مستعارة تدلّ على قدرٍ من معلوماتهم الشخصية. يمكن أن تحدّد علاقة مستخدم الإنترنت بمجموعة معيّنة من الناس على الإنترنت هويته الرقمية، قد يخادع بعض الناس بشأن هويّاتهم.
يُعرّف المستخدمون أنفسهم في بعض السياقات بصورة رمزية أو صورة بحجم الأيقونة، من هذه السياقات منتديات الإنترنت، والشات، والألعاب متعددة اللاعبين. الصور الرمزية طريقة من طرق تعبير المستخدمين عن هويتهم الرقمية. وبالتفاعل مع المستخدمين الآخرين، تجمع الهوية الرقمية لنفسها السمعةَ التي تمكّن المستخدمين الآخرين من معرفة هذه الهوية هل هي جديرة بالثقة أو لا. ترتبط الهويّات الرقمية بالمستخدمين بالتحقق والمصادقة، الذي يتطلب عادةً التسجيل في الموقع وتسجيل الدخول. تستعمل بعض المواقع عنوان الآي بي للمستخدم أو الكعكات (وهي بيانات رقمية يرسلها خادم الإنترنت إلى المتصفح، ليعود هذا الأخير فيرسلها إليه عندما يستخدم خدمة في الخادم نفسه)، لمعرفة المستخدمين.
مفهوم النفس، وكيف تتأثّر بالتقنيات الحديثة، هو موضع بحث في مجالات عدة منها التعليم، وعلم النفس، وعلم الاجتماع. مُجون الإنترنتّ مثال ملحوظ، وهو السلوك المستهتر غير الحكيم على الإنترنت، وهو نتيجة للمجهوليّة والرغبة في إرضاء الجمهور.

## الهوية الرقمية الاجتماعية

### التعبير عن الهويّة وكشف الهويّة
الويب الاجتماعي، أي: استخدام الويب الذي يدعم العملية الاجتماعية، يتيح للناس فضاءً يمكنهم فيه أن يعبّروا عن هويّاتهم ويكشفوها في إطار اجتماعي. فعلى سبيل المثال: يعرّف الناس هويّتهم علنًا بتسجيل حساب في شبكات التواصل الاجتماعي، مثل فيسبوك أو لينكد إن، أو خدمات المواعدة على الإنترنت. وبحديثهم عن آرائهم في المدوّنات وبقيّة وسائل التواصل، يكشفون هويّات أخرى مضمرةً فيهم.
وكشفُ الإنسان هويّته قد يوقعه في مشاكل عدة متعلّقة بالخصوصية. يستعمل كثير من الناس استراتيجيّات تساعدهم على ضبط إظهار معلوماتهم الشخصية على الإنترنت. وبعض هذه الإستراتيجيّات تتطلّب أن يبذل المستخدم جهدًا معتبرًا.
طرح ظهور مصطلح الهوية الرقمية كثيرًا من الأسئلة بين الأكاديميين، وعقّدت خدمات التواصل الاجتماعي والصور الرمزية مفهوم الهويّة. استجاب الأكاديميون لهذه النزعات الحديثة بتأسيس مجالات للبحث العلمي مثل دراسات النفس التقنية (التكنوسلف) التي تركّز على كل جوانب الهوية الإنسانية في المجتمعات التقانية.
والنشاطات على الإنترنت قد تؤثر في هويّتنا الشخصية الحقيقيّة كذلك. وقد وضع آفي ماركيانو مصطلح «فيرتشوريال» (حقيقي-افتراضي) ليحل العلاقة الجدليّة بين البيئات التي على الإنترنت والبيئات الواقعية من ناحية تكوين الهويّة. وبدراسته أنماط استخدام المتحوّلين جنسيا للإنترنت، اقترح أن الإنترنت قد يُستخدَم فضاءً أساسيًّا أو مكمّلًا، أو بديلًا، أو كلّ ذلك في آن معًا. واستنتج أنه مع أنّ «العالم الواقعي يفرض قيودا ربما تحدّ الحرّية في عالم الإنترنت، فإنّ هذه القيود واسعة بما يكفي ليكون فيها قوّة وسيطة لدعم المستخدمين متحوّلي الجنس. وعلى هذا، فإنّ المصطلح الذي وضعه، يعكس كلا الحقيقتين: أنّ متحوّلي الجنس يعيشون تجربة داعمة على الإنترنت تعوّضهم عن استصغارهم في المجتمع، وأنّهم مع هذا محدودون بحدود من العالم الواقعي».

### مفهوم القناع
يستعرض دوريان ويسنيوسكي وريتشارد كوين في مشاركتهما في كتاب «بناء مجتمعات افتراضية» الهويّة الرقميّة، بتركيز على مفهوم الهوية المقنّعة. وقد ذهبا إلى أنّه في اللحظة التي يتصل فيها الفرد بفضاء اجتماعي، فإنّه يصنع قناعا لهويته. ولا يختلف هذا في المجتمعات الرقمية، بل إنه في الحقيقة يتبيّن أكثر نتيجة قرارات مستخدم الإنترنت التي يجب عليه أن يتخذها من أجل إنشاء حسابه الشخصي. فعلى المستخدم أن يجيب عن أسئلة محددة عن عمره وجنسه وعنوانه، واسم المستخدم، وهكذا. بل إنّ قيمة نشاطات المستخدم، وكذلك قناعُه كثيرا ما يتحددان بأسلوبه في الكتابة، والكلمات التي يستخدمها، والمواضيع التي يطرحها.
نوع القناع الذي يختاره المرء لا بدّ أن يعبّر عن شيء واحد على الأقل من نفسه التي هي وراء القناع. ولنا أن نسمّي هذا «استعارة» القناع. لا يدلّ القناع على الإنترنت على هويّة المرء الحقيقيّة. ولكنه، مع ذلك، يقدّم مثالًا عمّا يقع خلف القناع، فعلى سبيل المثال: إذا اختار إنسان أن يتصرّف على الإنترنت كأنه نجمُ روك، فإنّ هذا يعبّر عن اهتمامه بموسيقا الروك. وحتّى إذا اختار الإنسان أن يختبئ خلف قناع كلّه زائف، فإنّ هذا يدلّ على خوفه، وقلّة تقديره لذاته خلف القناع.
وبسبب آليّات عاطفية ونفسية، يكره بعض الناس التواصل على الإنترنت. وقد يستعمل الإنسان قناع الهويّة درعًا يحتمي بها، إذ إنّ من أعظم مخاوف الهوية الرقمية أن تُنتَحَل أو تُبتَزّ. تمنع هذه المخاوف الناس من أن يشاركوا أنفسهم على حقيقتها. يبلغ ببعض الناس خوفهم من الابتزاز والانتحال أن يمنعهم من إظهار معلومات معروفة أصلا عنهم بين العامة. أمّا بإتاحة القناع، فيمكن للناس أن يتواصلوا بشيء من الأريحية، بلا خوف.
صرّح ويسنيوسكي وكوين أنه «قد يُرى التعليم على أنه التغيير الذي به يدرك الإنسان هويّته، وبه يعرف مكانه. يتضمّن التعليم تحويلًا للهوية. فالتعليم -وهو واحد من أشياء أخرى- عملية بناء شعور بالهويّة، وهو ما يطلق عليه عملية التثقيف». لا بدّ أن الطلّاب المتواصلين في المجتمعات الرقمية يكشفون أشياء عن أنفسهم، ويستجيب الآخرون لهذه المشاركة. بهذه الطريقة يستمر تشكل القناع في الحوار مع الآخرين، وهكذا يكسب الطلّاب معنى أعمق وأغنى لأنفسهم.  وهكذا تكون عملية تثقيف تساعد الطلاب على معرفة نقاط قوتهم وضعفهم.

#### الهويّة المختلطة
يُشَبّه منظور القناع هذا بمفهوم الهوية المختلطة، الذي يشير إلى أن النفس الواقعية تأمر بإنشاء النفس الإنترنتّيّة، التي تعلّم النفس الواقعية، وذلك بالتواصل مع أوّل الناس الذين يلقاهم الإنسان على الإنترنت.

## في سياقات مختلفة

### التدوين
تتيح المدوّنات للفرد التعبير عن آرائه في مقالات مفردة تارةً، أو في نقاشات أوسع تارة أخرى، فتشكّل منتدى عامًّا للتعبير عن الأفكار. يختار المدوّنون عادة استخدام أسماء مستعارة، سواء أكان ذلك على منصّات مثل ووردبرس، أو على مواقع ربحيّة مثل بلوغستر، ليحافظوا على معلوماتهم الشخصية، ويكون لهم حرّية كتابية أكبر في التعبير عن الأفكار التي ربما كانت غير شائعة في أُسَرهم أو عند أصحاب عملهم،...إلخ. يسمح استخدام الأسماء المستعارة، وكذلك إظهار المعلومات الشخصية بحكمة وقدر، للمستخدم أن يحمي هويته الحقيقية، ويصنع مع هذا سمعةً في الإنترنت باستخدام الاسم المستعار.

### الموارد البشرية
أصبحت إدارة الهوية الرقمية أمرا يجب مراعاته عند التقدّم إلى وظائف للعمل في شركة، فقد أصبحت مواقع التواصل الإلكترونية من أدوات الموارد البشرية في السنين الماضية. بيّن تقرير أصدرته شركة كي بي إم جي عن مواقع التواصل الاجتماعي في الموارد البشرية أن 76% من الشركات الأمريكية تستعمل موقع لينكد إن للتوظيف. سهولة البحث تعني أن إدارة السمعة ستصبح أهمّ مع الوقت، لا سيّما في الخدمات المهنيّة، مثل المحاماة والطبابة والمحاسبة.